# Lista de Junho
O Lista de Junho (Junilistan) é um partido político na Suécia. O partido foi fundado em 2004, tendo com atual líder, Nils Lundgren. O partido tem 2 assentos no Parlamento Europeu. Nas eleições parlamentares de 2006 ele recebeu 26.072 votos (0.47%).